# آلمنا (کانزاس)
آلمنا (به انگلیسی: Almena) شهری در ایالت کانزاس کشور ایالات متحده آمریکا است که جمعیت آن در سرشماری سال ۲۰۱۰ میلادی، ۴۰۸ نفر بوده‌است.